# Lijst van beschermd erfgoed in Leuze-en-Hainaut
Onderstaande tabel geeft een overzicht van de beschermde erfgoederen in de gemeente Leuze-en-Hainaut. Het beschermd erfgoed maakt onderdeel uit van het cultureel erfgoed in België.
| Object                                                      | Bouwjaar/architect | Deelgemeente | Adres                               | Coördinaten                   | Nummer?                | Afbeelding                 |
| ----------------------------------------------------------- | ------------------ | ------------ | ----------------------------------- | ----------------------------- | ---------------------- | -------------------------- |
| Toren en kerk Saint-Pierre                                  |                    | Leuze        | Tour Saint-Pierre                   | 50° 36' 2" NB, 3° 37' 21" OL  | 57094-CLT-0001-01 Info | Toren en kerk Saint-Pierre |
| Kasteel "La Catoire"                                        |                    | Blicquy      | Rue du Château 9                    | 50° 36' 5" NB, 3° 40' 53" OL  | 57094-CLT-0003-01 Info | Kasteel "La Catoire"       |
| Watermolen "La Catoire", ook genoemd "Moulin d'Anfroidpont" |                    | Blicquy      | Rue du Couvent, tegenover nummer 61 | 50° 35' 54" NB, 3° 41' 1" OL  | 57094-CLT-0004-01 Info |                            |
| Kerk Saint-Michel, uitgezonderd de toren                    |                    | Grandmetz    | Place de Grandmetz                  | 50° 37' 22" NB, 3° 37' 56" OL | 57094-CLT-0006-01 Info |                            |
| Schandpaal gelegen op de binnenplaats van de pastorie       |                    | Grandmetz    | Place de Grandmetz                  | 50° 37' 22" NB, 3° 37' 55" OL | 57094-CLT-0007-01 Info |                            |
| Gemeentelijk park "Le Coron"                                |                    | Leuze        |                                     | 50° 35' 40" NB, 3° 37' 3" OL  | 57094-CLT-0008-01 Info |                            |